# يغور أمريكي شمالي
اليغور الأمريكي الشمالي (الاسم العلمي: Panthera onca) هو جُمهرة من اليغور في أمريكا الشمالية، بدءًا من جنوب غرب الولايات المتحدة إلى أمريكا الوسطى. هي الأكثر ارتباطًا بأمريكا الوسطى والجنوبية. انخفض عدد الجمهرة على مدى عقود حتى انقرضت من الولايات المتحدة سنة 1960.